# Isabella Nilsson
Yvonne Birgitta Isabella Nilsson, född 13 juni 1954, är en svensk museichef. Hon var chef för Göteborgs konstmuseum 1 juni 2009 - juni 2017. Hon har en bakgrund som museichef för ett antal andra institutioner och har även varit kulturchef för tidningen GT och redaktör för konsttidskriften Paletten. I juni 2017 tog Isabella Nilsson över som ständig sekreterare i Kungliga Akademien för de fria konsterna i Stockholm.

## Biografi
Isabella Nilsson har en fil kand i konst-, litteratur- och musikvetenskap har tidigare varit lärare och föreläsare vid Göteborgs universitet. Senare har hon skrivit om kultur på Göteborgs-Posten och varit kulturchef på GT (1996-1998). 1988–1991 arbetade hon som redaktör för konsttidskriften Paletten. Hon har därefter i tur och ordning varit chef för Mölndals konsthall (1991–1996) och Uppsala konstmuseum. Åren 2004–2009 var Isabella Nilsson direktör för Millesgården, innan hon 2009 tillträdde som museichef för Göteborgs konstmuseum.

## Serieintresse
Inför tillträdandet på posten som museichef i Göteborg uttalade Isabella Nilsson att hon ville ta in seriebilder, barnboksillustrationer och animation i museets verksamhet. Under hennes chefskap arrangerade museet bland annat den stora utställningen med Jan Lööf hösten-vintern 2011-2012. Detta kan ses i ljuset av hennes intresse för tecknade serier, som bland annat ledde till ett flerårigt (1985-1993) ordförandeskap för Göteborgs Seriefrämjande, en lokalförening inom den ideella föreningen Seriefrämjandet. Hon har även publicerat egna tecknade serier i seriefanzin-sammanhang.
Andra serierelaterade kopplingar är hennes fleråriga medlemskap i Seriefrämjandets prisjury för Urhundenplaketten samt rollen som ledamot i Kulturrådets arbetsgrupp till stöd för tecknade serier.

## Utmärkelser och akademiledamotskap
- H.M. Konungens medalj i guld av 8:e storleken med Serafimerordens band (Kong:sGM8mserafb 2021) för förtjänstfulla insatser inom svenskt akademiväsende[11]
- Hedersledamot av Konstakademien (HedLFrKA 2015)